# Vannella
Vannella – rodzaj ameb należących do supergrupy Amoebozoa w klasyfikacji Cavaliera-Smitha.
Należą tutaj następujące gatunki:
- Vannella aberdonica Page, 1980
- Vannella anglica Page, 1980
- Vannella arabica Page, 1980
- Vannella australis (Page 1983)
- Vannella bursella (Page 1974)
- Vannella caledonica Page, 1979
- Vannella calycinucleolus (Page, 1974)
- Vannella cirifera (Frenzel, 1892)
- Vannella crassa (Schaeffer, 1926)
- Vannella danica Smirnov i inni, 2002
- Vannella devonica Page, 1979
- Vannella douvresi (Sawyer, 1975a)
- Vannella ebro Smirnov, 2001
- Vannella flabellata (Page, 1974)
- Vannella langae (Sawyer, 1975)
- Vannella lata Page, 1988
- Vannella mainensis (Page, 1971)
- Vannella mira (Schaeffer, 1926)
- Vannella miroides Bovee, 1965
- Vannella murchelanoi (Sawyer, 1975)
- Vannella nucleolilateralis (Anderson, Nerad i Cole, 2003)
- Vannella peregrinia Smirnov i Fenchel 1996
- Vannella persistens Smirnov i Brown, 2000
- Vannella placida (Page, 1968)
- Vannella plurinucleolus (Page, 1974)
- Vannella pseudovannellida (Hauger, Rogerson et Anderson, 2001)
- Vannella sensilis Bovee, 1953
- Vannella septentrionalis Page, 1980
- Vannella simplex (Wohlfarth-Bottermann, 1960)
- Vannella weinsteini (Sawyer, 1975)